# Pedro Quintana Arias
Pedro Quintana Arias (ur. 22 stycznia 1989 w León) – hiszpański biathlonista. Zadebiutował w biathlonie w rozgrywkach juniorskich w roku 2007.
Starty w Pucharze Świata rozpoczął podczas Mistrzostw Świata 2009.
Podczas Mistrzostw świata juniorów w roku 2007 w Martell zajął 35. miejsce w biegu indywidualnym, 56. w sprincie i 46. w biegu pościgowym. Na Mistrzostwach Świata juniorów w roku 2008 w Ruhpolding zajął 56. miejsce w biegu indywidualnym, 45. w sprincie oraz 37. w biegu pościgowym. Na Mistrzostwach Świata juniorów w roku 2009 w Canmore zajął 50. miejsce w biegu indywidualnym i 66 w sprincie.
Został powołany do składu reprezentacji Hiszpanii na Mistrzostwa Świata 2009.
Brązowy medalista mistrzostw Ameryki Południowej w biegu pościgowym (2008).

## Osiągnięcia

### Mistrzostwa świata juniorów
- 2007 Martello – 35. (bieg indywidualny), 56. (sprint), 46. (bieg pościgowy)
- 2008 Ruhpolding – 56. (bieg indywidualny), 45. (sprint) 37. (bieg pościgowy)
- 2009 Canmore – 50. (bieg indywidualny), 66. (sprint)

### Mistrzostwa świata[2]
- 2009 Pjongczang – 94. (sprint), 108. (bieg indywidualny)
- 2012 Ruhpolding –  94. (sprint), 91, (bieg indywidualny)
- 2012 Nové Město na Moravě –  95. (sprint)